# Клисоревмата
Клисоревмата (на гръцки: Κλεισορρεύματα) със старо име до 1927 г. Брешако (на гръцки: Μπρέσακο) е голямо равнинно село в дем Агринио, Гърция, на надморска височина от 40 метра, което се намира на юг от езерото Лизимахия. Отстои на 13,5 км на север-северозапад от Агринио, като автомагистралата Йония Одос минава югоизточно от селото. Селото граничи със землищата на селата Брешиако на запад и Агиос Георгиос на изток. 